# Maximilian Haider (Physiker)

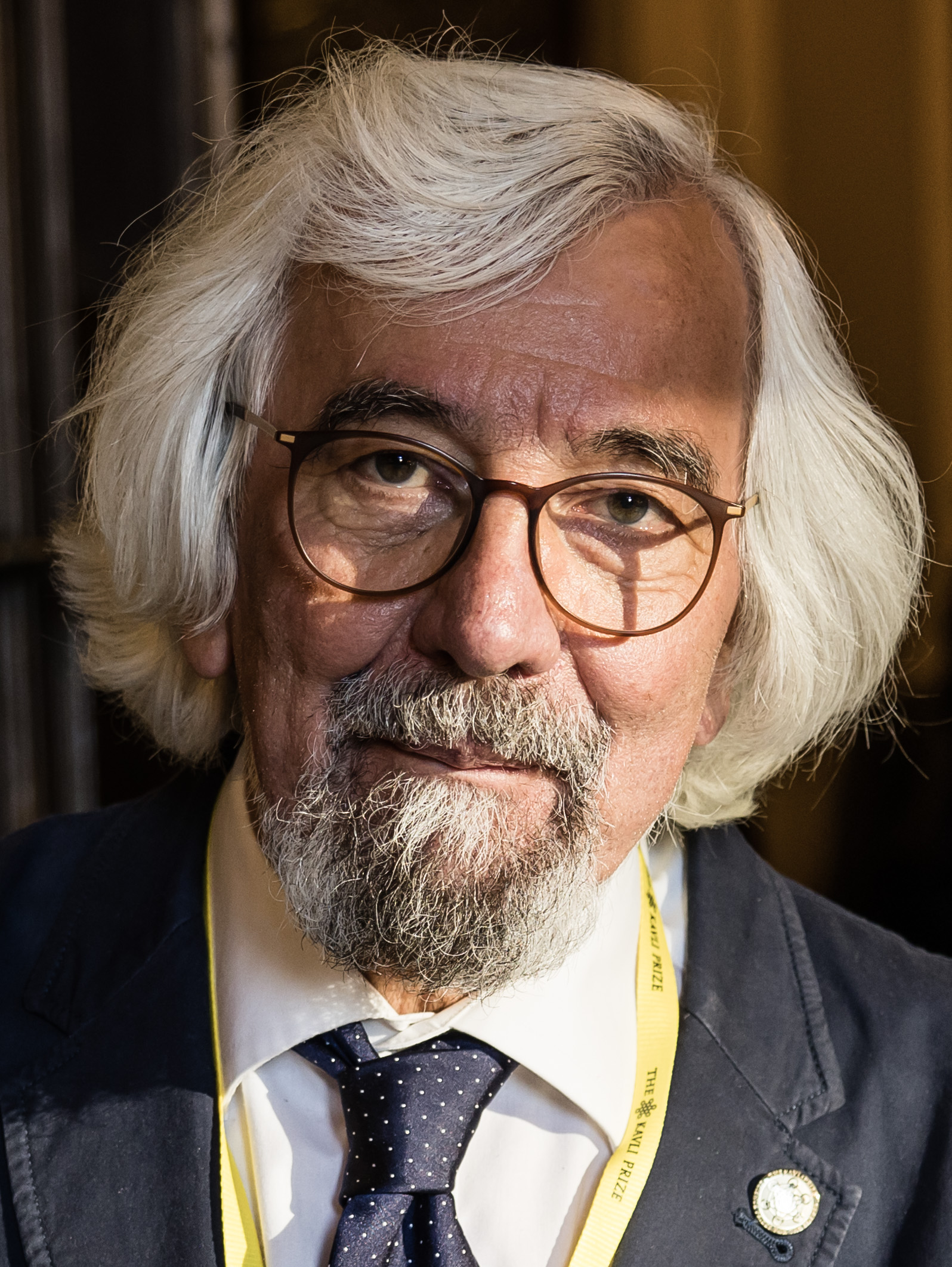
Maximilian Haider (2022)

Maximilian Haider (* 23. Januar 1950 in Freistadt) ist ein österreichischer Physiker.

## Karriere
Haider studierte Physik an der Universität Kiel und der TH Darmstadt, wo er 1987 mit einer Arbeit über Entwurf, Bau und Erprobung eines korrigierten Elektronen-Energieverlust-Spektrometers mit grosser Dispersion und grossem Akzeptanzwinkel promoviert wurde. 1989 wurde er Gruppenleiter am European Molecular Biology Laboratory (EMBL), wo er schon die Experimente für seine Dissertation ausgeführt hatte.
Haider ist Honorarprofessor am Karlsruher Institut für Technologie (KIT).

## Werk
2011 erhielt er den israelischen Wolf-Preis in Physik mit Harald Rose (Darmstadt) und Knut Urban (Jülich) für ihre Entwicklung von Verfahren, Bildfehler bei Elektronenmikroskopen zu verbessern, unter anderem mit Hilfe magnetischer Multipollinsen (Aberration corrected transmission electron microscopy). Dies steigerte die Auflösung bis auf etwa 50 Pikometer. Die gemeinsame Arbeit der drei begann 1992. Haider baute den ersten Prototyp und ist Gründer (1996, mit Joachim Zach) und Leiter der Firma CEOS (Corrected Electron Optical Systems), die ihre Neuentwicklungen produziert.

## Ehrungen und Mitgliedschaften
Neben dem Wolf-Preis erhielten Haider, Rose und Urban schon 2006 den Karl-Heinz-Beckurts-Preis sowie 2008 den Honda-Preis und Haider und Zach (das heißt die Firma CEOS) 2005 den Dr.-Rudolf-Eberle-Preis (Innovationspreis von Baden-Württemberg).
2013 erhielt er den BBVA Foundation Frontiers of Knowledge Award. Im Jahr 2015  wurde er sowohl mit einer Honorary Fellowship of the Royal Microscopical Society und dem NIMS Award 2015 ausgezeichnet. 2020 erhielt Haider den Kavli-Preis für Nanowissenschaften.